# Philipp Bertram (Politiker, 1812)
Philipp Anton Maria Bertram (* 12. November 1812 in Winkel; † 6. April 1899 in Wiesbaden) war ein deutscher Jurist und nassauischer Politiker.

## Ausbildung und Beruf
Bertram wurde als Sohn des Weinhändlers und nassauischen Landtagsabgeordneten Peter Jacob Franz Bertram (1779–1857) und dessen Frau Dorothea, geborene Rösgen (1780–1848) geboren. Franz Bertram war sein Bruder. Er wuchs zunächst in Hachenburg auf, kam jedoch schon als Kind nach Wiesbaden. Von 1826 an besuchte er das Gymnasium in Weilburg und wechselte nach dem Abitur 1830 an die Universität Heidelberg, um dort Rechtswissenschaften zu studieren. 1833 schloss er das Studium mit der Promotion zum Dr. jur. ab. Nach seinem Abschluss blieb er an der Universität und wirkte von 1833 bis 1834 als Privatdozent. 1836 trat er in den Dienst der nassauischen Landesregierung ein.
1844 wurde er zum Regierungsrat ernannt, 1848 zum Ministerrat. Schließlich wurde er 1858 zum Direktor der nassauischen Rechnungskammer bestellt und fünf Jahre später zum Direktor der Nassauischen Landesbank. 1864 wurde Bertram in das Amt des Direktors des Hof- und Appellationsgerichts berufen. Nach der Eingliederung des Herzogtums Nassau war Bertram für zwei Jahre Vizepräsident des preußischen Appellationsgerichts.

## Politik
Philipp Bertram war 1850 vom Herzog ernanntes Mitglied im Staatenhaus des Erfurter Unionsparlaments. 1852 bis 1854 war Bertram Mitglied der ersten Kammer der Landstände des Herzogtums Nassau für den Wahlkreis I (Rennerod). 1878 bis 1899 war Philipp Bertram als Abgeordneter des Stadtkreises Wiesbaden Mitglied des Nassauischen Kommunallandtags und dort 1886 bis 1899 Alterspräsident. Ab 1868 war er Stadtverordneter in Wiesbaden.

## Werke
Philipp Bertram verfasste eine Reihe von rechtswissenschaftlichen Werken, darunter 1873 das Buch Das Nassauische Privatrecht. Er wirkte federführend an der Formulierung des Stockbuchgesetzes von 1851 und des Domänengesetzes von 1861 mit (siehe hierzu auch Nassauischer Domänenstreit).

## Ehrungen
Für seine Verdienste als Stadtverordneter wurde er 1892 zum ersten Ehrenbürger von Wiesbaden ernannt. Im gleichen Jahr wurde er Ehrenbürger von Hachenburg. Die Bertramstraße im Wiesbadener Westend ist nach ihm benannt.